# Nachszon (kibuc)
Nachszon (hebr. נחשון; pol. Pionier) – kibuc położony w samorządzie regionu Matte Jehuda, w Dystrykcie Jerozolimy, w Izraelu.
Leży w Szefeli, w otoczeniu moszawów Bekoa i Kefar Bin Nun, kibuców Harel, oraz wiosek Karme Josef i Newe Szalom. Członek Ruchu Kibuców.

## Historia
Kibuc został założony w 1950 przez członków syjonistycznego ruchu młodzieżowego Ha-Szomer Ha-Cair. Nazwano go na cześć operacji Nachszon podczas wojny domowej w Mandacie Palestyny. Podczas tej operacji, oddziały żydowskiej Hagany otworzyły 10 kwietnia 1948 drogę, którą konwoje z 60 ciężarówkami dotarły do Jerozolimy. W ten sposób do okrążonego miasta dostarczono 1 800 ton zapasów.

## Kultura i sport
W kibucu znajduje się ośrodek kultury, basen kąpielowy, boisko do piłki nożnej oraz korty tenisowe.

## Gospodarka
Gospodarka kibucu opiera się na rolnictwie i hodowli drobiu.
Firma Aran Packaging Ltd. jest jednym z przodujących na świecie producentów kontenerów na płyny i różnorodne proszki (o pojemności od 2 do 1 800 litrów). Kontenery są dostarczane dla rolnictwa oraz przemysłu.

## Turystyka
Największymi tutejszymi atrakcjami turystycznymi jest pobliskie Latrun z Muzeum Jad la-Szirjon, Park Mini Izrael oraz klasztor Trapistów. Żydowski Fundusz Narodowy zasadził na północ od moszawu las Ha-Maginim, który jest popularnym terenem wycieczek i rekreacji.

## Komunikacja
Z kibucu wychodzi na południe lokalna droga, którą wjeżdża się na węzeł drogowy drogi ekspresowej nr 3  (Aszkelon-Modi’in-Makkabbim-Re’ut). Lokalną drogą prowadzącą na zachód można dojechać do sąsiedniego moszawu Bekoa.